# Yousef Sweid
Yousef "Joe" Sweid (arabisch يوسف سويد, hebräisch יוסף סוויד; * 22. Juni 1976 in Haifa) ist ein israelischer Schauspieler und Tänzer.

## Leben und Karriere
Yousef Sweid wurde als Kind arabischer Christen in der israelischen Stadt Haifa geboren. Er besuchte nach der Schulzeit die Universität von Tel Aviv und trat nach dem Abschluss zunächst im Arabisch-Hebräischen-Theater in Jaffa auf. Seit 2004 ist er auch in Film und Fernsehen zu erleben. Seine erste Rolle spielte er als Rafik in Übers Wasser wandeln.
Sweid übernahm wiederkehrende Rollen in den Serien Ha-Alufa und Hatufim – In der Hand des Feindes. Weiterhin spielte er in Serien wie Homeland, American Odyssey und Game of Thrones mit. Zu seinen Filmauftritten gehören u. a. Agora – Die Säulen des Himmels und The Bubble – Eine Liebe in Tel Aviv. 2020 trat Sweid in der vierteiligen deutschen Miniserie Unorthodox des Streaminganbieters Netflix als Karim Nuri auf.
Sweid war bis 2015 mit der Theaterregisseurin Yael Ronen verheiratet. 2009 wurden sie Eltern eines Sohnes. Er lebt seit 2013 in Berlin, nachdem seine Exfrau dort ein Engagement an einem Theater fand. Sweid spielte unter ihrer Regie unter anderem an der Schaubühne Theater. Seit 2018 ist er mit der israelischen Moderatorin Adi Shilon verheiratet. 2019 brachte sie Sweids zweites Kind zur Welt.

## Filmografie (Auswahl)
- 2004: Übers Wasser wandeln (Walk on Water)
- 2006: The Bubble – Eine Liebe in Tel Aviv (Ha-Buah)
- 2006: Ha-Alufa (Fernsehserie, 3 Episoden)
- 2008: Rastlos (Restless)
- 2009: Agora – Die Säulen des Himmels (Agora)
- 2011: Homeland (Fernsehserie, Episode 1x01)
- 2011: Asfur (Fernsehserie, Episode 2x03)
- 2012: Hatufim – In der Hand des Feindes (Hatufim, Fernsehserie, 3 Episoden)
- 2012: Inch'Allah
- 2013: Omar
- 2014: Mars at Sunrise
- 2015: Killing Jesus (Fernsehfilm)
- 2015: The Writer (Fernsehserie, 10 Episoden)
- 2015: American Odyssey (Fernsehserie, 7 Episoden)
- 2016: Game of Thrones (Fernsehserie, Episode 6x04)
- 2017: American Assassin
- 2018: Tel Aviv on Fire
- 2018–2019: Kfulim (Fernsehserie, 9 Episoden)
- 2019: Counterpart (Fernsehserie, Episode 2x10)
- 2019: The Spy (Miniserie, 2 Episoden)
- 2020: Baghdad Central (Fernsehserie, 5 Episoden)
- 2020: Unorthodox (Miniserie, 3 Episoden)
- 2022–2025: Totenfrau (Fernsehserie)
- 2023: Touched (Kinospielfilm)
- 2024: Die geschützten Männer